# ام-سور-ار-نلین
شهر ام-سور-ار-نلین (به فرانسوی: Ham-sur-Heure-Nalinnes) در شهرستان توئن  در استان انو  در منطقه فدرال والوون در کشور بلژیک واقع شده‌است.